# Naturpark Dahme-Heideseen
Naturpark Dahme-Heideseen  er en naturpark og et reservat i delstaten Brandenburg, Tyskland med et areal på 594 km². Den blev etableret 19. september 1998 og ligger sydøst for Berlin.

## Flora og Fauna
Moseområderne mellem Kolberg og Storkow, såsom Luchwiesen naturreservat, har en helt særlig geologisk og botanisk karakter, og en særlig tysk naturtypebetegnelse: Luch (de). Her stiger saltvand op til overfladen gennem sprækker i grundfjeldet. Harril (Juncus gerardii) og Sandkryb (Glaux maritima) har tilpasset sig glimrende til disse usædvanlige forhold. Langt de største bestande af stor vandsalamander (Triturus cristatus) og klokkefrø (Bombina bombina) i naturparken findes i Reichardtsluch øst for Limsdorf, som Schwenowseegraben løber igennem. På grund af de repræsentative regionale koncentrerede forekomster af disse arter, blev luch i 2000'erne inkluderet som et supplement til Schwenower Forst FFH lokaliteten i Natura 2000 netværket (FFH lokaliteten Schwenower Forst supplement).